# LightSail-2
LightSail-2 («Солнечный парус 2», предыдущее название LightSail-1) — проект КА с солнечным парусом, разработанный Планетарным обществом (американской некоммерческой организацией, занимающейся проектами в областях астрономии, планетарных наук, исследовании космоса и популяризации науки). 
Был запущен 25 июня 2019 года при помощи ракеты-носителя Falcon Heavy; завершил миссию 17 ноября 2022 г.

## История

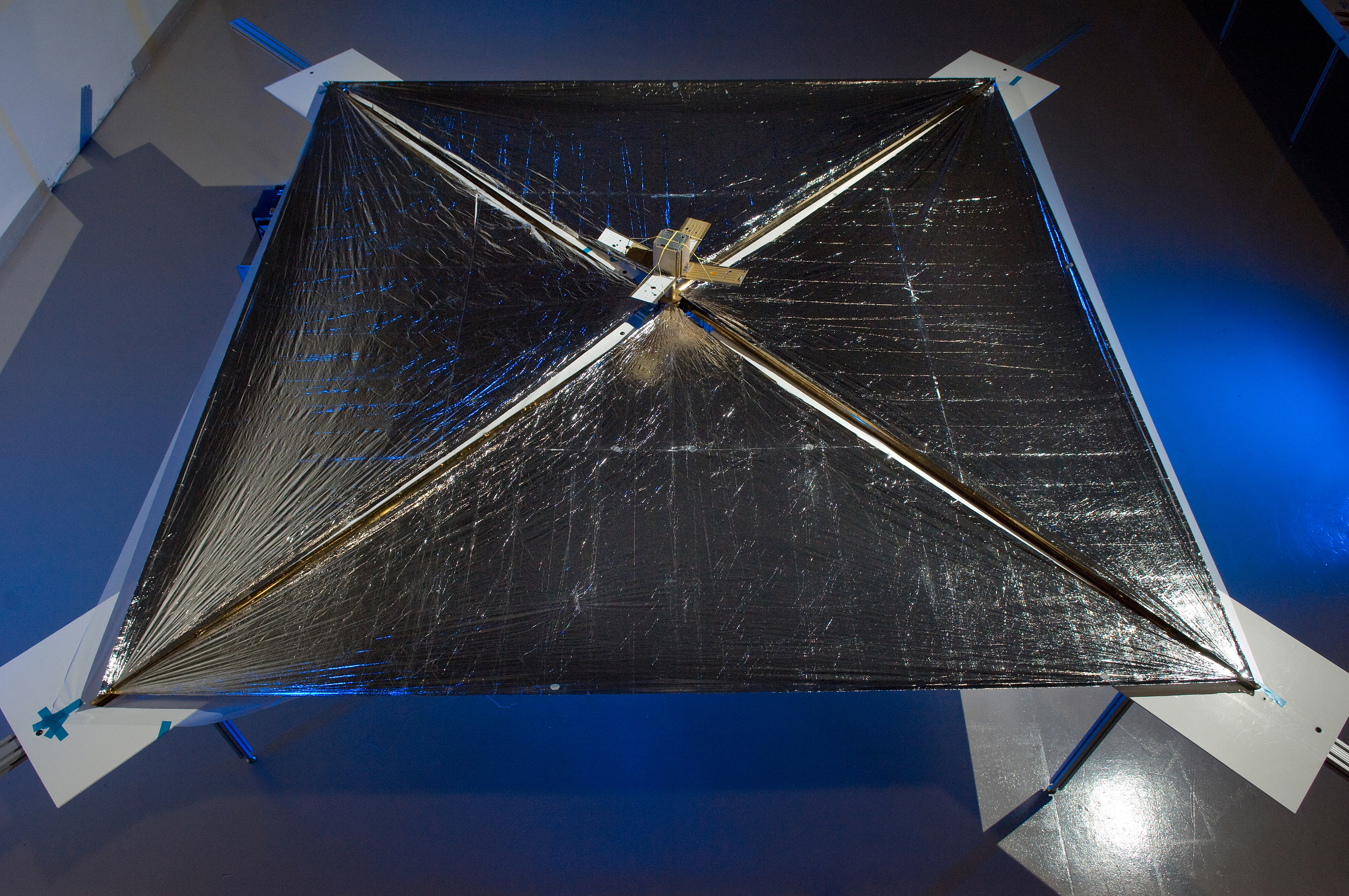
NanoSail-D с развернутым парусом.

В 2005 году Планетарное общество пыталось отправить свой первый солнечный парус Космос-1 на орбиту, но первая ступень двигателя ракеты-носителя «Волна» самопроизвольно прекратила свою работу, в результате чего ракета не набрала необходимую для выхода на орбиту скорость и упала в океан. 

Другой проект — NanoSail-D — не смог достичь орбиты в августе 2008 года из-за отказа его ракеты-носителя Falcon 1 (его копия, NanoSail-D2, успешно развернул парус в начале 2011 года).
В ноябре 2009 года Общество объявило в Вашингтоне о своих планах построить и запустить LightSail-2. Ориентировочная стоимость проекта составила 1,8 млн долл., которая была собрана из членских взносов и частных источников. 

Прототип подобного корабля (LightSail-1, LightSail-A) был построен в Сан-Луис-Обиспо компанией Stellar Exploration Inc.
Он был выведен на орбиту 20 мая 2015 года в качестве попутной полезной нагрузки на ракете-носителе «Атлас V», развернул свой солнечный парус 7 июня и успешно завершил полёт 14 июня.
Сам КА LightSail-2 размером всего с обувную коробку, формата Кубсат (и оснащён аппаратурой для его управления и диагностики), его раскрытый парус имеет поперечное сечение 32 квадратных метра. Парус представляет собой систему из четырёх меньших треугольных парусов, которые создают один большой квадрат при развёртывании. 
Он был запущен на борту ракеты Falcon Heavy в июне 2019 года и вышел,  при помощи микроспутника Prox 1, на начальную орбиту на высоте около 720 км. 
5 июля Планетарное общество сообщило, что с аппаратом установлена связь, а 23 июля, в 22:00 мск, успешно развернул свои солнечные паруса.

Результаты эксперимента превзошли ожидания: вместо одного года аппарат продержался на орбите более трёх лет. За три с половиной года космический аппарат совершил около 18 тыс. витков вокруг Земли и преодолел 8 миллионов километров, постоянно корректируя свою орбиту; примерно 17 ноября 2022 сгорел, войдя в плотные слои атмосферы Земли.